# Нетретич
45°30′ пн. ш. 15°25′ сх. д. / 45.50° пн. ш. 15.41° сх. д.
Нетретич (хорв. Netretić) – громада і населений пункт в Карловацькій жупанії Хорватії.

## Населення
Населення громади за даними перепису 2011 року становило 2 862 осіб. Населення самого поселення становило 58 осіб.
Динаміка чисельності населення громади:
Динаміка чисельності населення центру громади:

## Населені пункти
Крім поселення Нетретич, до громади також входять:
- Байчі
- Боговці
- Браяково Брдо
- Буков'є Нетретицько
- Цулибрки
- Донє Прилище
- Донє Стативе
- Дубравці
- Дубравчани
- Фркетич-Село
- Голий Врх-Нетретицький
- Горнє Прилище
- Яковці-Нетретицькі
- Ярче Полє
- Коленоваць
- Кучевиці
- Куничі-Рибницькі
- Ладешичі
- Лончар-Брдо
- Лоньгари
- Малетичі
- Малий Модруш Поток
- Мрачин
- Мрзляки
- Новиград-на-Добрій
- Павичичі
- Пищецьке
- Планина Куницька
- Рачак
- Решетарево
- Росопайник
- Скупиця
- Среднє Прилище
- Стража
- Тончичі
- Великий Модруш Поток
- Винський Врх
- Вукова Гориця
- Заградці
- Заврш'є Нетретицько
- Заборсько Село